# Канкриния Красноборова
Канкриния Красноборова (лат. Cancrinia krasnoborovii) — вид растений рода Канкриния (Cancrinia) семейства Астровые (Asteraceae).

## Ботаническое описание
Стержнекорневое многолетнее травянистое растение (не полукустарничек) с несколькими или многочисленными розеточными побегами, нередко принимающее подушковидную форму, до 5 см в диаметре и до 3,5 см высотой, сероватого цвета от обильного опушения из длинных, извилистых, простых волосков. Стебель стержневой. Листья розеточные, опушённые, серовато-зелёного цвета. Пластинки листьев перистораздельные.
Соцветие — одиночная корзинка диаметром 8-12 мм. Цветоложе голое, слабоячеистое. Цветки трубчатые, обоеполые. Венчик 2,4-2,6 мм длиной. Столбик с рыльцем 1,7-2,1 мм длиной.
Плод — голая семянка 1,5-1,9 мм длиной и 0,7 мм шириной. Цветёт в июле-августе. Плодоносит в августе
.
Диплоидный набор хромосом: 2n = 14.

## Экология и распространение
Криофит. Обитает в альпийском поясе на глинистых пятнах среди щебнистых осыпей.
Известно два местонахождения вида: в Туве и Монголии.

## Охранный статус
Растение занесено в Красную книгу России и в региональную Красную книгу Тывы.
Лимитирующим фактором является выпас скота.